# Hope & Glory
Hope & Glory – pierwszy singiel z drugiego albumu studyjnego Månsa Zelmerlöwa – MZW. Utwór ten brał udział w szwedzkich preselekcjach do Eurowizji – Melodifestivalen 2009. 14 lutego 2009 Zelmerlöw zwyciężył z utworem w drugim półfinale Melodifestivalen w obu rundach lecz w finale, który odbył się w Sztokholmie artysta zajął czwartą pozycję w klasyfikacji generalnej.
Utwór został wykonany również w wersję akustycznej. Singiel został wydany 1 marca 2009.
Singiel dotarł do drugiej pozycji szwedzkiej listy przebojów.

## Lista utworów
- Digital download (1 marca 2009)[2]

1. Hope & Glory – 3:00
2. Hope & Glory (PJ Harmony Remix) – 3:39
3. Hope & Glory (Chainbreaker Remix By Holter & Erixson) – 4:09

- CD singel (4 marca 2009)[3]

1. Hope & Glory – 3:00
2. Hope & Glory (PJ Harmony Remix) – 3:39
3. Hope & Glory (Chainbreaker Remix By Holter & Erixson) – 4:09
4. Hope & Glory (Acoustic Version) – 3:45

## Notowania na listach przebojów
| Kraj    | Lista (2009)   | Najwyższa pozycja |
| ------- | -------------- | ----------------- |
| Szwecja | Singles Top 60 | 2                 |

## Historia wydania
| Państwo | Data         | Wytwórnia           | Format           |
| ------- | ------------ | ------------------- | ---------------- |
| Szwecja | 1 marca 2009 | Warner Music Sweden | digital download |
| Szwecja | 4 marca 2009 | Warner Music Sweden | CD               |